# Waiting for the Sun
Waiting for the Sun (с англ. — «В ожидании солнца») — третий студийный альбом американской рок-группы The Doors, выпущенный в июле 1968 года.

## Об альбоме
Диск записан в студии TTG в Лос-Анджелесе в феврале - мае 1968 года и выпущен Elektra Records 3 июля 1968 года. Первоначально планировалось, что его основу составит 25-минутная композиция «The Celebration of Lizard» («Восхваление ящера»), но после прослушивания записанного материала, которым остался доволен только Моррисон, от этой идеи пришлось отказаться. В пластинку также не вошла и заглавная песня, перешедшая в альбом Morrison Hotel.
Во время работы над альбомом Моррисон часто напивался, чем приводил в ярость продюсера Пола Ротшильда.
Несмотря на свою неровность, а также шквал критики в свой адрес, альбом достиг первой строчки в национальном хит-параде.

## Список композиций
| #  | Оригинальное название        | Перевод                          | Музыка / Слова                      | Время |
| -- | ---------------------------- | -------------------------------- | ----------------------------------- | ----- |
| 1  | Hello, I Love You            | Привет, я люблю тебя             | Денсмор, Кригер, Манзарек, Моррисон | 2:22  |
| 2  | Love Street                  | Улица любви                      | Денсмор, Кригер, Манзарек, Моррисон | 3:06  |
| 3  | Not to Touch the Earth       | Не касаться Земли                | Денсмор, Кригер, Манзарек, Моррисон | 3:54  |
| 4  | Summer’s Almost Gone         | Лето почти прошло                | Денсмор, Кригер, Манзарек, Моррисон | 3:20  |
| 5  | Wintertime Love              | Зимняя любовь                    | Денсмор, Кригер, Манзарек, Моррисон | 1:52  |
| 6  | The Unknown Soldier          | Неизвестный солдат               | Денсмор, Кригер, Манзарек, Моррисон | 3:10  |
| 7  | Spanish Caravan              | Испанский караван                | Денсмор, Кригер, Манзарек, Моррисон | 2:58  |
| 8  | My Wild Love                 | Моя дикая любовь                 | Денсмор, Кригер, Манзарек, Моррисон | 2:50  |
| 9  | We Could Be so Good Together | Вместе нам могло быть так хорошо | Денсмор, Кригер, Манзарек, Моррисон | 2:20  |
| 10 | Yes, the River Knows         | Да, река знает                   | Денсмор, Кригер, Манзарек, Моррисон | 2:35  |
| 11 | Five to One                  | Пять к одному                    | Денсмор, Кригер, Манзарек, Моррисон | 4:22  |

The Doors
- Джим Моррисон — вокал

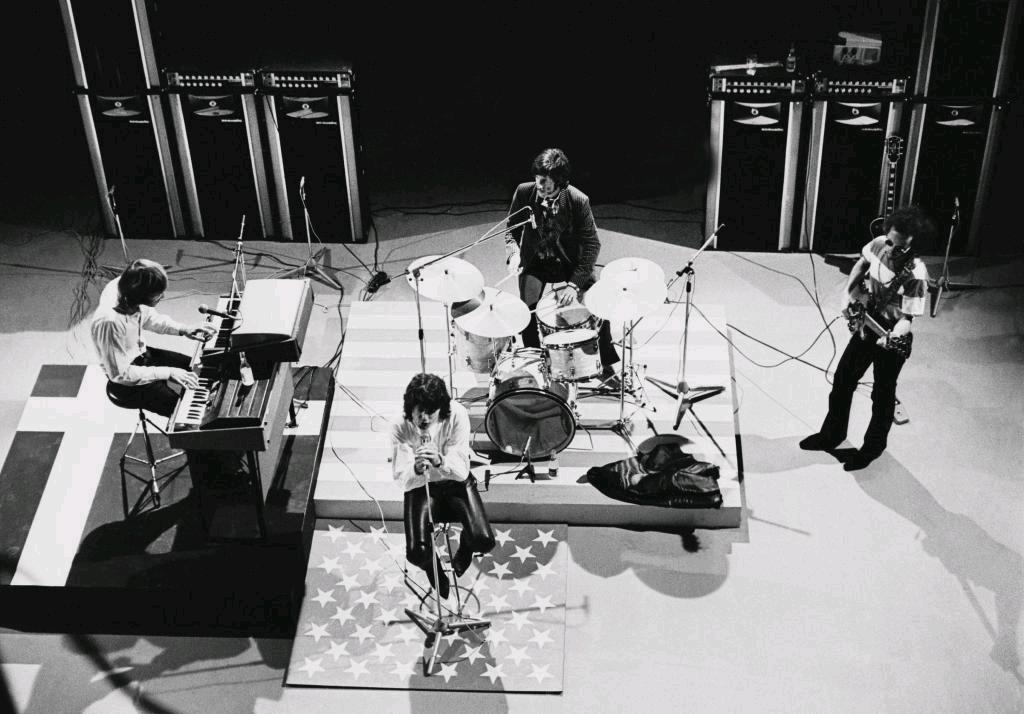
ТВ-съёмка, Копенгаген, Дания. Сентябрь 1968 года

- Рэй Манзарек — клавишные, бэк-вокал
- Робби Кригер — гитара, бэк-вокал
- Джон Денсмор — ударные, бэк-вокал

Дополнительный персонал
- Дуглас Лубан — бас-гитара (треки 1-5, 7, 9, 10)
- Лерой Виннегар — контрабас (трек 7)
- Керри Магнесс — бас-гитара (трек 6)

## Информация о песнях

### Hello, I Love You
Первая песня The Doors, занявшая первое место в чартах, после чего увлекла за собой и весь альбом. В связи с этим Моррисон заявил, что это не соответствует его устремлениям, и он покидает группу. После долгих уговоров он всё же решил остаться ещё на полгода.

### Love Street
Посвящена новому месту обитания Моррисона на 1812 Ротделл Трэйл в Лаурел-каньоне. В это время в Лаурел-каньоне также проживали: эксцентрик Фрэнк Заппа, музыканты из The Byrds, The Mamas and the Papas, Three Dog Night, а позже — британский блюзмен Джон Мэйолл.

### Not to Touch the Earth
Ритмичная мантра, центральная часть эпической поэмы «The Celebration of the Lizard», которую группа пыталась записать во время студийных сессий. Не без оснований было решено записать только ту часть, где присутствует хоть какая-то музыка. Целиком «The Celebration of the Lizard» была впервые издана в 1970 году на концертном сборнике Absolutely Live.
В книге Джеймса Джоржда Фрэзера «Aftermath: A Supplement To the Golden Bough» (1937) есть две главы под названиями «Не касайся Земли» и «Не смотри на Солнце» (книга была переведена на русский язык в сокращённом варианте, в который эти две главы не вошли). В данных главах рассматриваются различные табу, налагаемые на соплеменников после их участия в определённых событиях и ритуалах. Например, женщинам отдельных племён во время менструации предписывалось жить в специально построенных на шестах хижинах вдали от деревни, запрещалось касаться земли и смотреть на солнце. В пьесе «The Celebration of Lizard» Моррисон описывает массовый исход людей из городов — символов современной цивилизации, возвращение к племенным устоям, на его взгляд, более искренним и правильным. Моррисон многое почерпнул из книг Фрэзера, в частности, описание примитивного ритуального танца по кругу, который часто демонстрировал на своих шоу.
«House upon a hill» — символ богатства.
«Dead president’s corpse in the driver’s car» — намёк на Джона Ф. Кеннеди, застрелённого в президентской машине в Далласе в 1963-м году. Любопытный факт — в 1994 г. американский профессор Лоуренс Меррик опубликовал книгу «Убийство посланника: смерть Дж. Ф. Кеннеди», в которой утверждал, что компьютерный анализ любительских киноплёнок, на которых был запечатлён момент убийства президента, показал, что в Кеннеди стрелял из пистолета с глушителем его собственный шофёр. Этот момент был тщательно заретуширован службами ЦРУ, в руки которых первоначально попали эти плёнки.
«To the East to Meet the Czar» — намёк на российского царя, также возможна аллюзия на тему Нового Завета: на Восток поклониться новорождённому Христу отправлялись волхвы.
По словам Памелы Курсон, девушки Моррисона, в последний день жизни он прослушивал записи своих старых песен и зациклился на этом треке, проигрывая его снова и снова.

### Summer’s Almost Gone
Одна из песен, записанных группой в 1965, где отчётливо прослеживается влияние сёрф-рока. Моррисон заявлял, что является поклонником Брайана Уилсона, лидера группы The Beach Boys, которые были представителями этого направления музыки в 60-х.

### Wintertime Love
LP и CD-варианты различаются тем, что изменены каналы, в которых звучат орган и ритм-гитара, также отличаются вокальные партии. Подобные различия можно обнаружить также на «My Wild Love» и «Shaman’s Blues» (The Soft Parade, 1969).

### The Unknown Soldier
Из-за антивоенной направленности песня практически не звучала по радио и не демонстрировалась по ТВ (по материалам композиции был снят проморолик), что не помешало ей стать одним из лучших концертных номеров группы. «Helmet’s head» — пренебрежительное сленговое название солдата. «Preeee-zent arms!» — «Целься!», второй вариант: «На караул!».

### Spanish Caravan
В песне присутствует обработка фламенко-темы из композиции испанца Исаака Альбениса «Астурия».

### My Wild Love
Песня исполнена а капелла в манере спиричуэлз под хлопание в ладоши и притоптывание звукорежиссёра Билли Джеймса и его сына Марка. CD-версия на 9 секунд длиннее LP-версии.

### We Could Be so Good Together
Первый вариант песни записан на World Pacific Studios В 1965 г.

### Yes, the River Knows
«In mystic heated wine» — явный реверанс Кригера в сторону Моррисона.

### Five to One
Соотношение 5 к 1 одному, упоминающееся здесь, до сих пор вызывает споры: то ли это соотношение белых американцев к темнокожим в 60-х гг., то ли нормальных людей к наркоманам, то ли людей старше 25 лет и молодёжи. «Love my girl» — фраза предположительно адресована Памеле Курсон, подруге Моррисона, находившейся во время записи в студии. «And get fucked up» — фраза тщательно замикширована звукорежиссёрами.

## Переиздания
- 1999 — часть The Complete Studio Recordings;
- 2006 — мультимедийная версия, часть Perception.
- 2018 — 50th Anniversary edition